# セラフィム・スドビニン

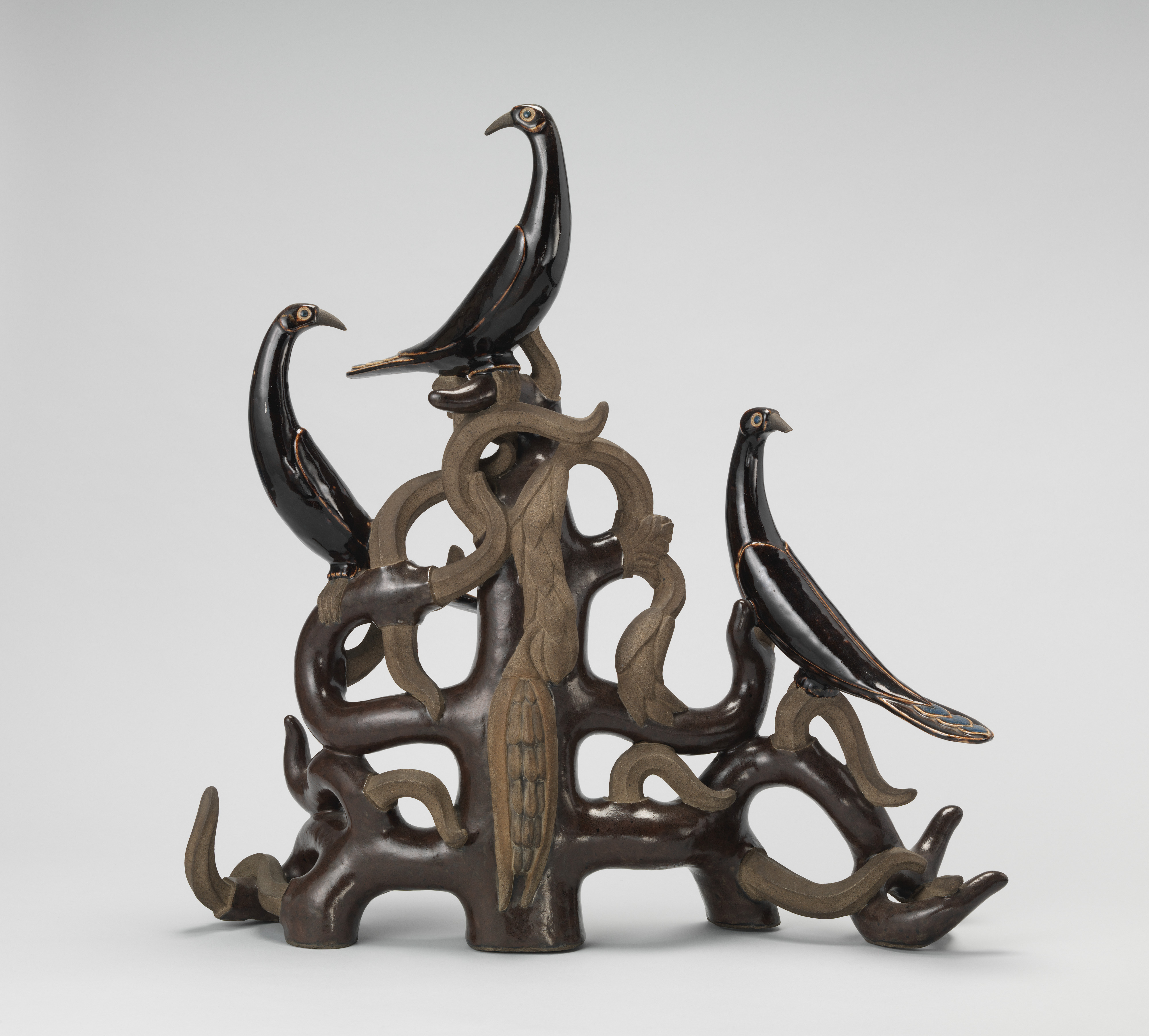
セラフィム・スドビニン作の陶製彫刻（1928年頃、高さ約70㎝）メトロポリタン美術館

セラフィム・ニコラエヴィチ・スドビニン（Serafim Nikolayevich Sudbinin、 Серафим Николаевич Судьбинин）として知られるセラフィム・ニコラエヴィチ・ゴロヴァスティコフ（Serafim Nikolajewitsch Golowastikow、Серафим Николаевич Головастиков、1867年3月21日 - 1944年11月1日）は、ロシアの彫刻家、画家、陶芸家、舞台役者である。

## 略歴
ニジニ・ノヴゴロド州の州都ニジニ・ノヴゴロドの古儀式派の商人の家に生まれた。1880年代の後半になってニジニ劇場（Nizhny Drama Theatre）で「スドビニン」の芸名で舞台俳優としてデビューした。
1898年5月にコンスタンチン・スタニスラフスキーが率いる「モスクワ芸術座」の最初期のメンバーとして参加して戯曲「皇帝フョードル・イワノヴィチ（Tsar Fyodor Ioannovich）」に出演した。その後もモスクワ芸術座の多くの作品で重要な役を演じた。
1904年にパリを訪れた後、スドビニンは彫刻制作に熱中した。モスクワ芸術座の株主の実業家、サヴァ・モロゾフ（Savva Morozov）から支援を受けて、1906年まではロシア出身の彫刻家レフ・シナエフ＝バーンスタイン（Лев Синаев-Бернштейн）に学び、1906年からはオーギュスト・ロダンのもとで彫刻を学び、後にロダンの助手となった 。1906年のサロン・ドートンヌに「眠れる怪物」シリーズを出展し、その後、パリやモスクワ、サンクトペテルブルク、ベルリン、ヴェネツィア、ミュンヘン、ローマ、ニューヨーク、ワシントンD.C.などの展覧会で作品を展示した。俳優や音楽家の肖像などを制作した。1913年には、サンクトペテルブルク帝国磁器製造所のために一連の俳優の小像もデザインした。
十月革命の後は、パリに住み、1922年からは頻繁にアメリカに滞在し、アメリカで多くの彫刻作品の注文を受けた。アンドリュー・W・メロン財務長官から注文を受けて公園のモニュメントも制作した。1925年から1926年の間は、ジャン・デュナンとともに、美術品収集家のソロモン・R・グッゲンハイムのロングアイランドの邸の部屋の装飾の仕事をし、現在メトロポリタン美術館に収蔵されている装飾家具のレリーフを制作した。1930年代には陶磁器のデザインもした。
1944年にパリで亡くなった。

## 作品

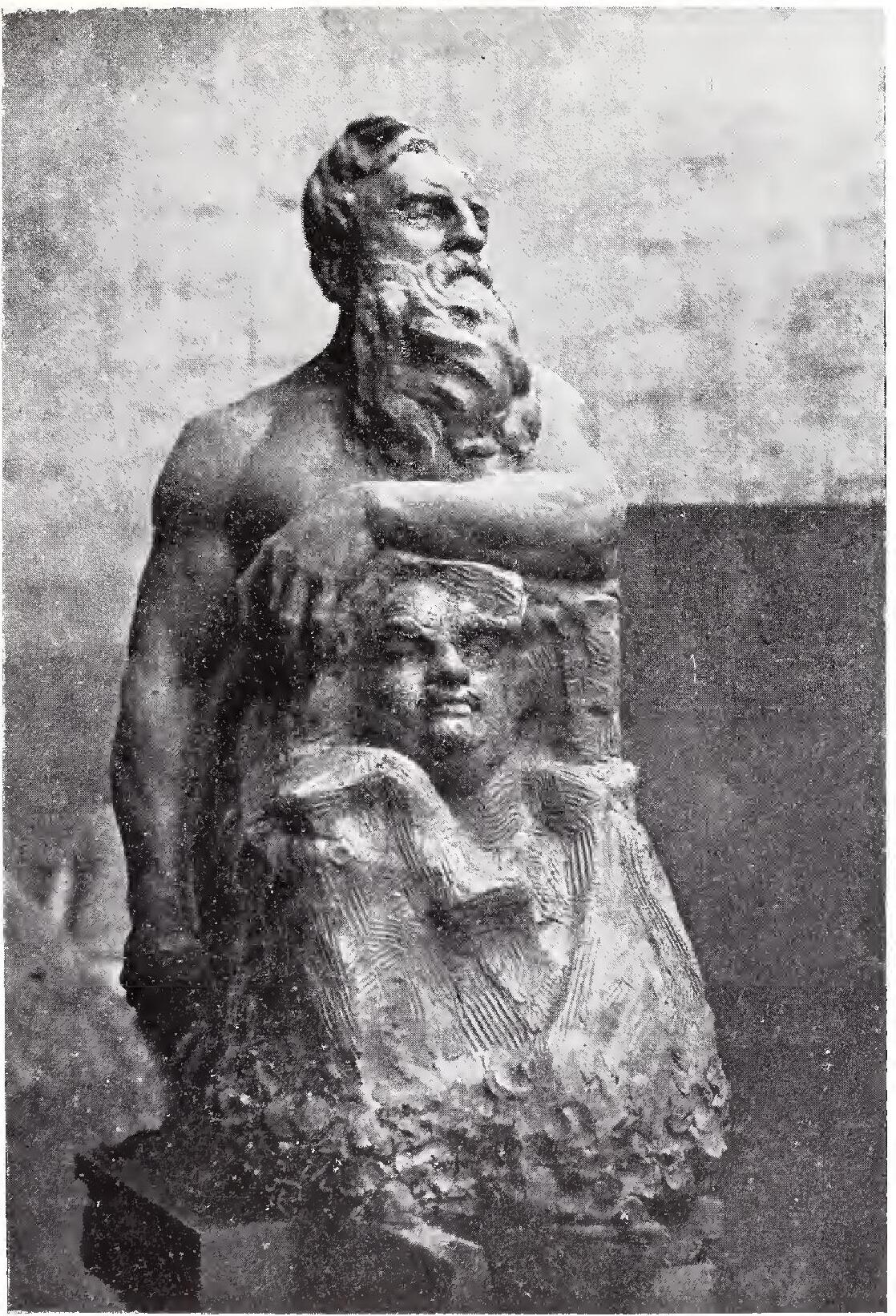
1911年のローマの国際展に出展された彫刻作品
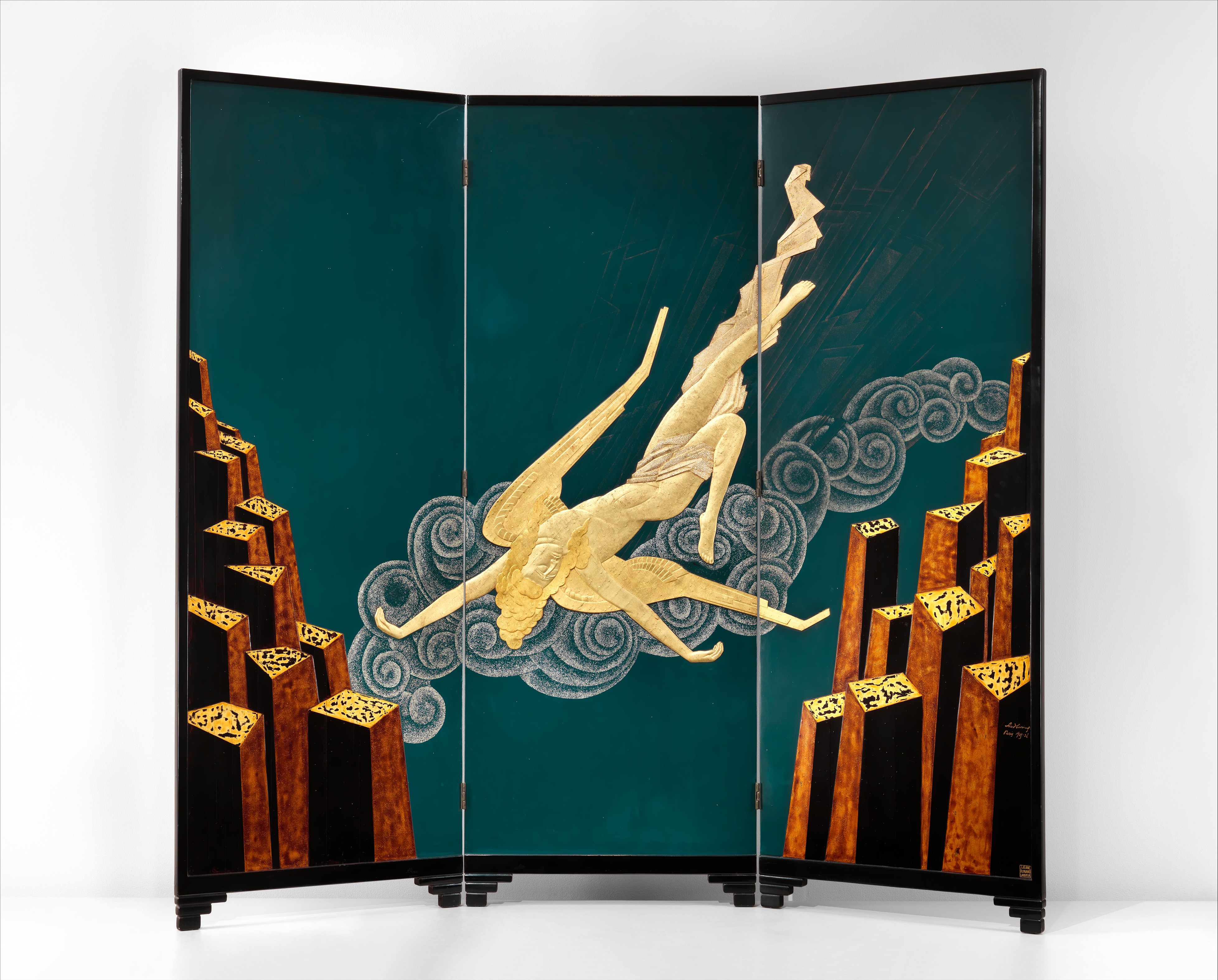
ジャン・デュナンと共作"Pianissimo" (1925/1926) メトロポリタン美術館
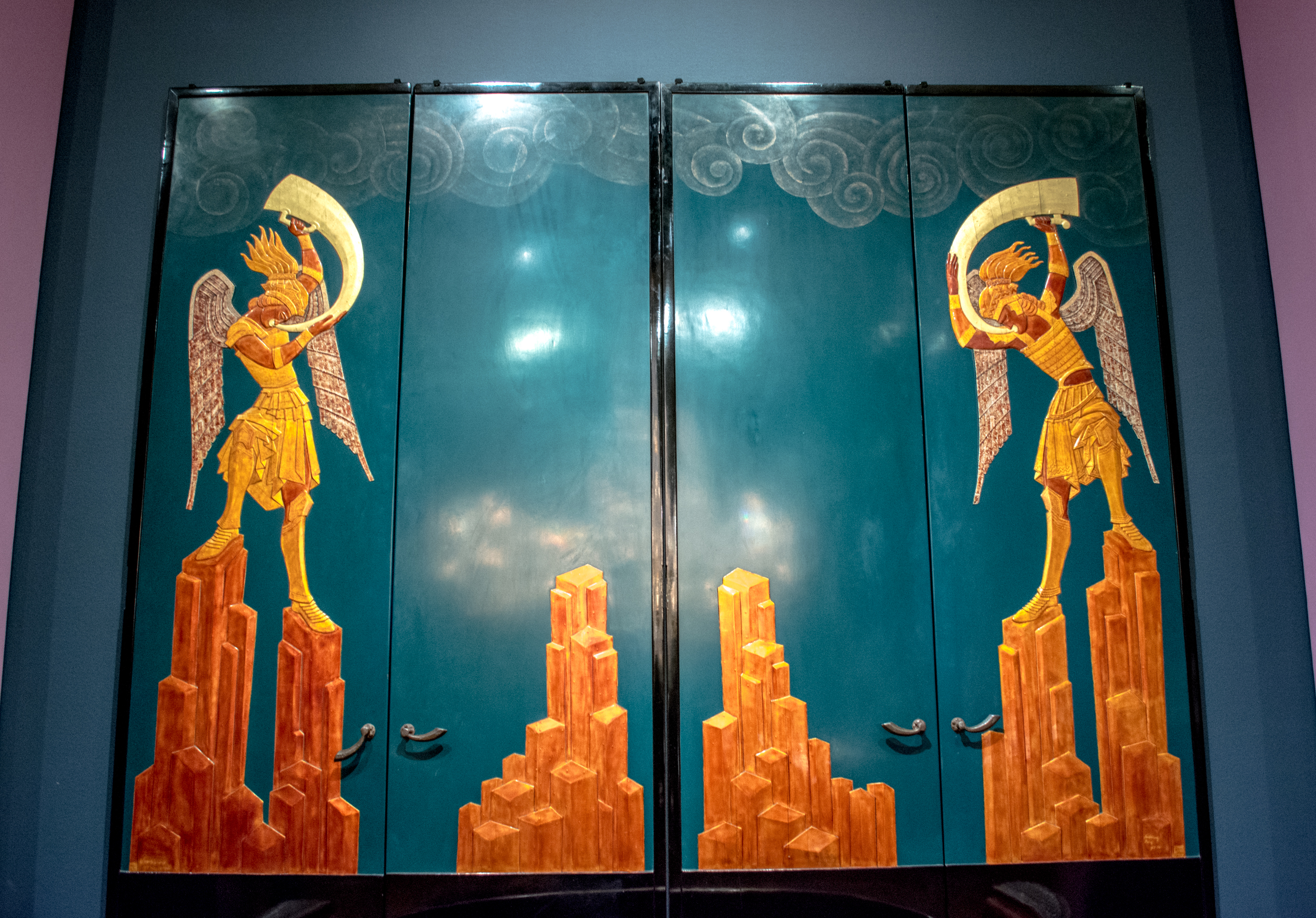
File:Doors - Séraphin Soudbinine and Jean Dunand (27874649079).jpg